# Лзна
Лзна (устар. Алзна) — река в России, протекает по Псковскому и Порховскому районам Псковской области. Длина реки — 42 км, площадь водосборного бассейна — 124 км².
Начинается на северо-восточной окраине болота Подсадского между урочищами Черный Остров и Верехнов Остров. Течёт по заболоченному лесу в общем северо-восточном направлении. В среднем течении протекает мимо деревень Кашнево и Волохово, затем течёт параллельно Черёхе. В самых низовьях течёт на северо-запад мимо деревни Селихново. Устье реки находится в 42 км по левому берегу реки Черёхи между Гор-Юоюылями и Александровкой.
- В 27 км от устья, по правому берегу реки впадает река Ракитинка[4].

## Данные водного реестра
По данным государственного водного реестра России относится к Балтийскому бассейновому округу, водохозяйственный участок реки — Великая. Относится к речному бассейну реки Нарва (российская часть бассейна).
Код объекта в государственном водном реестре — 01030000212102000029331.